# Santa Cruz do Arari
Santa Cruz do Arari é um município brasileiro do estado do Pará. Localiza-se a uma latitude 00º39'48" sul e a uma longitude 49º10'30" oeste, estando a uma altitude de 6 metros. Sua população estimada em 2016 era de 9.635 habitantes.
Possui uma área de 1079,579 km².

## Educação
Quando o tema é Educação Básica, dentre os projetos do Plano de Desenvolvimento da Educação, vinculado ao Ministério da Educação, executado pelo INEP, Instituto Nacional de Estudos e Pesquisas Educacionais Anísio Teixeira, na Região Norte, Estado do Pará, as Escolas Públicas Urbanas estabelecidas no município de Santa Cruz do Arari obtiveram os seguintes IDEB (Índice de Desenvolvimento da Educação Básica), em 2005, de um total de 1.177 avaliações, tendo sido vitoriosa a escola federal, em Belém, PA, Tenente Rego Barros (com 6,1):
| IDEB, município, escola e ranking estadual | IDEB, município, escola e ranking estadual       | IDEB, município, escola e ranking estadual |
| ------------------------------------------ | ------------------------------------------------ | ------------------------------------------ |
| Nota                                       | Escola                                           | Ranking                                    |
| 2,4                                        | Escola estadual João Apolinário Batista Pamplona | 1006º                                      |